# Ralph Vary Chamberlin
Pour les articles homonymes, voir Chamberlin et Vary.
Ralph Vary Chamberlin, né le 3 janvier 1879 à Salt Lake City et mort le 31 octobre 1967 dans la même ville, est un zoologiste américain.

## Biographie
Ralph Chamberlin obtient son Ph.D. de l'université Cornell en 1904. Il est professeur de zoologie à l'université Brigham Young de 1908 à 1911, et à l'université de l'Utah de 1925 à 1938.
Il séjourne chez les Gosiutes pour y étudier les plantes et leurs usages, il fait paraître Ethnobotany of the Gosiute Indians of Utah. Il épouse Daisy Della Ferguson en 1899, puis Edith Simmons en 1922.
En plus de ses écrits scientifiques, il est l'auteur d’un livre sur l’histoire de son université : The University of Utah: The First Hundred Years.
Chamberlin a décrit 77 genres et 1 001 espèces de 1904 à 1958, dont 38 genres et 464 espèces en collaboration avec Wilton Ivie (1907-1969).
Il est l'oncle de l’entomologiste Joseph Conrad Chamberlin (1898-1962), avec qui il décrivit de nombreuses espèces de pseudoscorpions.